# Synagoga w Santo Domingo
Synagoga w Santo Domingo – synagoga znajdująca się w Santo Domingo, stolicy Dominikany, przy Avenida Sarasota 21.

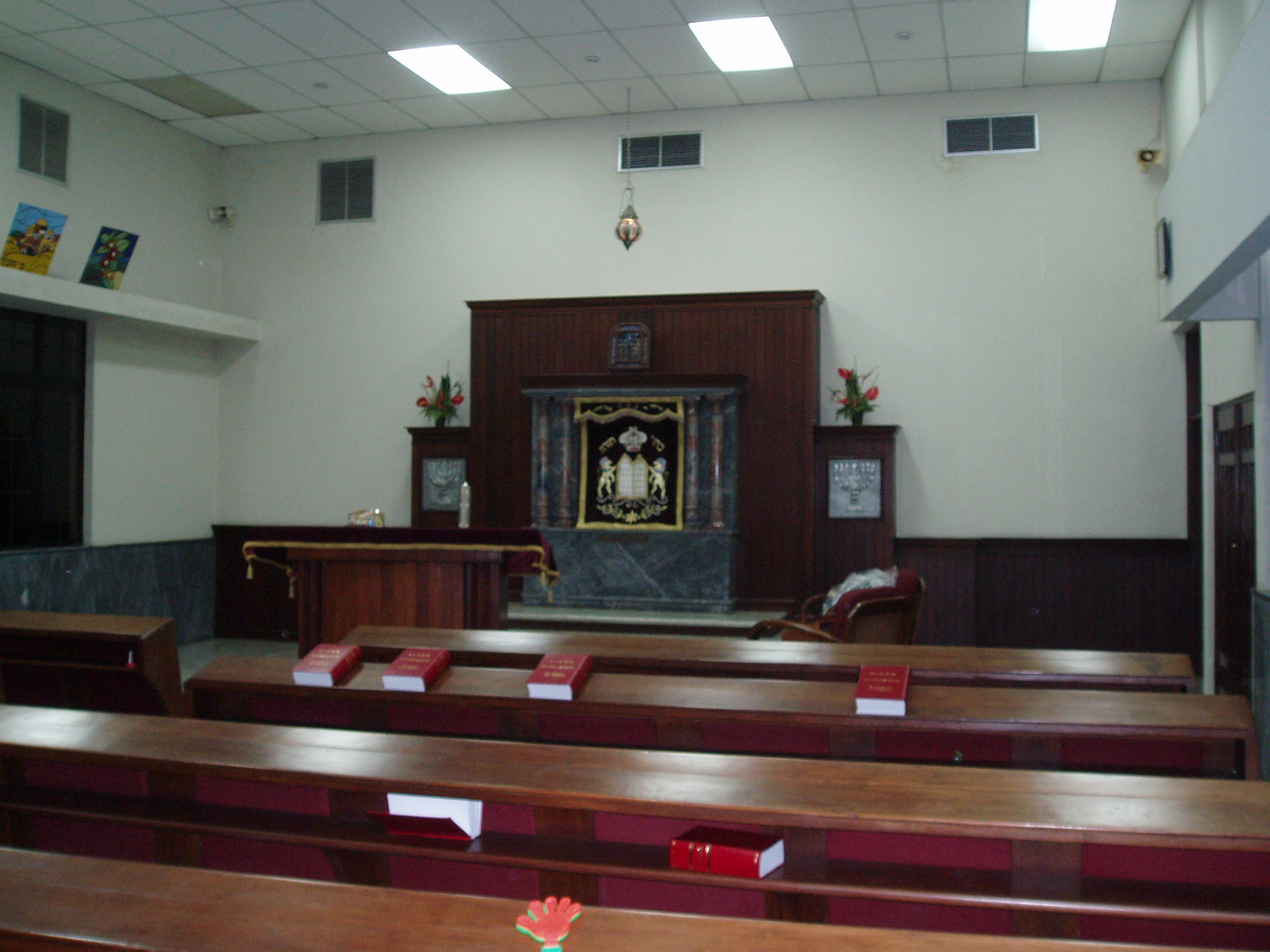
Wnętrze synagogi

Synagoga należy do kongregacji Centro Israelita de República Dominicana, która skupia niewielką, głównie sefardyjską społeczność żydowską Dominikany. Jest jedyną czynną synagogą w kraju, a także na wyspie Haiti. Nabożeństwa odbywają się w niej we wszystkie szabaty oraz święta żydowskie.